# 神戸文也
神戸 文也（かんべ ふみや、1994年5月9日 - ）は、群馬県高崎市出身の元プロ野球選手（投手）。右投右打。

## 経歴

### プロ入り前
小学生時に高崎市の塚沢リトルジャイアンツで野球を始め、中学では硬式の高崎ボーイズに所属した。前橋育英高等学校に進学後、同校は神戸が2年生時（2011年）の春の選抜に初出場を果たしたものの、神戸自身はメンバー外であった。2年秋の新チームからはベンチ入りし、外野手や控え投手として出場した。3年春の関東大会で好投したことが立正大学硬式野球部関係者の目に止まり、高校卒業後は同大学に進学するも、4年間で公式戦12試合の登板に留まった。立正大学での同期には、後にオリックスでもチームメイトとなる黒木優太がいる。
2016年度ドラフト会議でオリックス・バファローズから育成ドラフト3位で指名を受けた。背ネームはヘボン式ローマ字でKAMBE。

### オリックス時代

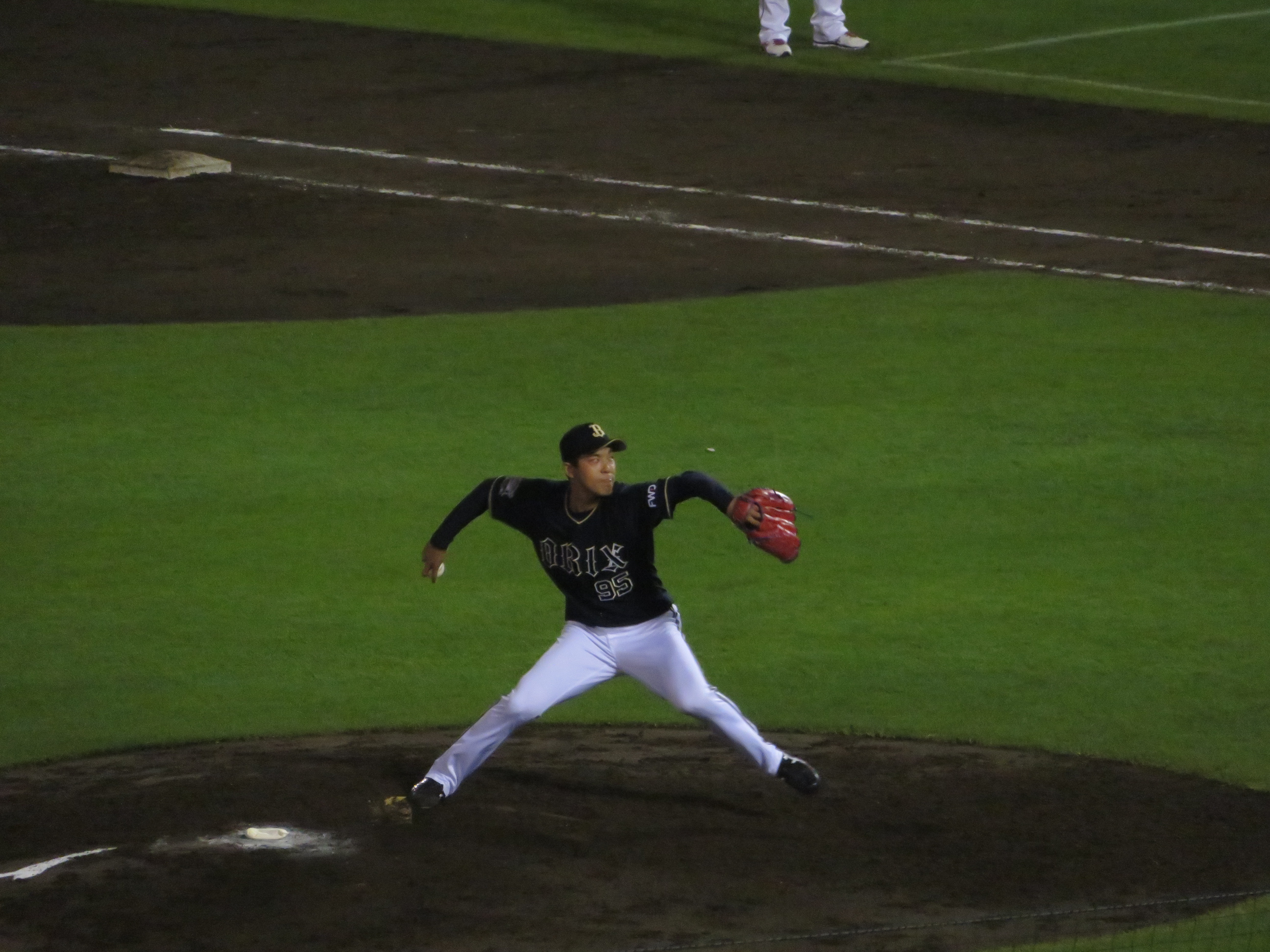
2019年8月10日、楽天生命パークにてプロ初登板の様子

2017年は、ウエスタン・リーグにおいて7試合に登板。11回2/3を投げ、勝敗は付かず、防御率6.94の成績を残した。
2018年は、ウエスタン・リーグにおいて5試合に登板。5回を投げ、0勝1敗ながら自責点は0であったため、防御率は0.00を記録した。6月14日から9月14日まで独立リーグのベースボール・チャレンジ・リーグに所属する福井ミラクルエレファンツへ派遣され、同リーグの公式戦10試合に登板。66回1/3を投げ、4勝4敗、防御率3.80、42奪三振を記録した。
2019年は、7月下旬までに2軍で中継ぎとして16試合1勝1敗、防御率3.86の成績を残し、7月25日に本田仁海と同時に支配下登録されることが球団より発表され、同日NPB公示された。新しい背番号は95。8月2日に初めて1軍登録され、8月10日の対東北楽天ゴールデンイーグルス戦（楽天生命パーク宮城）でプロ初登板を果たしたが、先頭打者のゼラス・ウィーラーに本塁打を浴びるなどして、2/3回を被安打2、四球1の投球内容で降板した。しかしその後は徐々に安定感を発揮して僅差の展開や勝ち試合でも起用されるようになり、9月2日の対千葉ロッテマリーンズ戦（ZOZOマリンスタジアム）で延長10・11回の2回を6人で抑え、プロ初ホールドを挙げた。シーズン通算で19試合に登板し、防御率3.86、5ホールドを記録した。
2020年は、開幕を一軍で迎え6月19日の対楽天戦（京セラドーム大阪・開幕戦）で同点で迎えた8回から中継ぎ登板するも鈴木大地に適時打を許し敗戦投手となった。その後も4試合に中継ぎ登板していたが7月3日、1軍登録を抹消。この年は以降1軍出場が無く5試合に登板して1敗、防御率9.53でシーズンを終えた。
2021年シーズンは一軍での登板はなく、10月5日に球団より戦力外通告を受けた。12月8日にメットライフドームにて開催された12球団合同トライアウトを受けた。

### 社会人時代
2022年1月14日、社会人野球のエイジェックで現役続行することが発表された。エイジェックには1季在籍、シーズン終了後の12月23日、チームより退部することが発表された。

## 選手としての特徴・人物
最速151km/hのストレートとフォークボールを武器とする。決め球のフォークボールは、立正大学在学中に、当時ボストン・レッドソックスに所属していた上原浩治がテレビ番組の特集の中で握りを公開していたのを参考にし、大学4年時から本格的に投げ始めたものである。

## 詳細情報

### 年度別投手成績
| 年 度     | 球 団      | 登 板 | 先 発 | 完 投 | 完 封 | 無 四 球 | 勝 利 | 敗 戦 | セ 丨 ブ | ホ 丨 ル ド | 勝 率 | 打 者 | 投 球 回 | 被 安 打 | 被 本 塁 打 | 与 四 球 | 敬 遠 | 与 死 球 | 奪 三 振 | 暴 投 | ボ 丨 ク | 失 点 | 自 責 点 | 防 御 率 | W H I P |
| --------- | ---------- | ----- | ----- | ----- | ----- | -------- | ----- | ----- | -------- | ----------- | ----- | ----- | -------- | -------- | ----------- | -------- | ----- | -------- | -------- | ----- | -------- | ----- | -------- | -------- | ------- |
| 2019      | オリックス | 19    | 0     | 0     | 0     | 0        | 0     | 0     | 0        | 5           | ----  | 85    | 21.0     | 17       | 4           | 5        | 0     | 2        | 19       | 0     | 0        | 10    | 9        | 3.86     | 1.05    |
| 2020      | オリックス | 5     | 0     | 0     | 0     | 0        | 0     | 1     | 0        | 1           | .000  | 33    | 5.2      | 9        | 0           | 7        | 0     | 0        | 5        | 0     | 0        | 7     | 6        | 9.53     | 2.82    |
| 通算：2年 | 通算：2年  | 24    | 0     | 0     | 0     | 0        | 0     | 1     | 0        | 6           | .000  | 118   | 26.2     | 26       | 4           | 12       | 0     | 2        | 24       | 0     | 0        | 17    | 15       | 5.06     | 1.43    |

### 年度別守備成績
| 年 度 | 球 団      | 投手  | 投手  | 投手  | 投手  | 投手  | 投手     |
| 年 度 | 球 団      | 試 合 | 刺 殺 | 補 殺 | 失 策 | 併 殺 | 守 備 率 |
| ----- | ---------- | ----- | ----- | ----- | ----- | ----- | -------- |
| 2019  | オリックス | 19    | 2     | 4     | 0     | 0     | 1.000    |
| 2020  | オリックス | 5     | 0     | 1     | 0     | 0     | 1.000    |
| 通算  | 通算       | 24    | 2     | 5     | 0     | 0     | 1.000    |

### 記録
初記録
- 初登板：2019年8月10日、対東北楽天ゴールデンイーグルス19回戦（楽天生命パーク宮城）、9回裏に4番手で救援登板、2/3回 2失点
- 初奪三振：2019年8月11日、対東北楽天ゴールデンイーグルス20回戦（楽天生命パーク宮城）、8回裏に渡邊佳明から空振り三振
- 初ホールド：2019年9月2日、対千葉ロッテマリーンズ22回戦（ZOZOマリンスタジアム）、10回裏に5番手で救援登板、2回無失点

その他の記録
- 初登板で対戦した第一打者に被本塁打：2019年8月10日、対東北楽天ゴールデンイーグルス19回戦（楽天生命パーク宮城）、9回裏にゼラス・ウィーラーに左中越ソロ ※史上74人目

### 独立リーグでの投手成績
| 年 度     | 球 団     | 登 板 | 勝 利 | 敗 戦 | セ 丨 ブ | 完 投 | 勝 率 | 投 球 回 | 打 者 | 被 安 打 | 被 本 塁 打 | 奪 三 振 | 与 四 球 | 与 死 球 | 失 点 | 自 責 点 | 暴 投 | ボ 丨 ク | 防 御 率 | W H I P |
| --------- | --------- | ----- | ----- | ----- | -------- | ----- | ----- | -------- | ----- | -------- | ----------- | -------- | -------- | -------- | ----- | -------- | ----- | -------- | -------- | ------- |
| 2018      | 福井      | 10    | 4     | 4     | 0        | 0     | .500  | 66.1     | 276   | 60       | 7           | 42       | 17       | 2        | 36    | 28       | 4     | 0        | 3.80     | 1.16    |
| 通算：1年 | 通算：1年 | 10    | 4     | 4     | 0        | 0     | .500  | 66.1     | 276   | 60       | 7           | 42       | 17       | 2        | 36    | 28       | 4     | 0        | 3.80     | 1.16    |

### 背番号
- 126（2017年 - 2019年7月24日）
  - 15（2018年）※福井ミラクルエレファンツでの背番号
- 95（2019年7月25日 - 2021年）